# Кейзерсдейк
Кейзерсдейк (нід. Keizersdijk) — селище в нідерландській провінції Південна Голландія. Входить до муніципалітету Гуксе-Вард. Наразі у селищі нараховується близько 40 будинків.